# Campus Muristalden
Der Campus Muristalden ist ein kantonal und eidgenössisch anerkanntes Gymnasium bis zur Matura und eine Privatschule aller Stufen in der Schweizer Stadt Bern. Die Vorgängerinstitution war das 1854 gegründete Evangelische Lehrerseminar Muristalden.
Er ist eine staatlich anerkannte und teilsubventionierte, nicht auf Gewinn gerichtete Bildungsstätte mit rund 120 Mitarbeitenden, im Schuljahr 2018/2019 besucht von 497 Schülern in 26 Klassen. Die Privatschule vereint Schüler von der Basisstufe bis zum Gymnasium unter einem Dach. Besonderheit ist das gut besuchte einzige Stadt-Internat, das rund 40 Plätze bietet.

## Schulisches Angebot

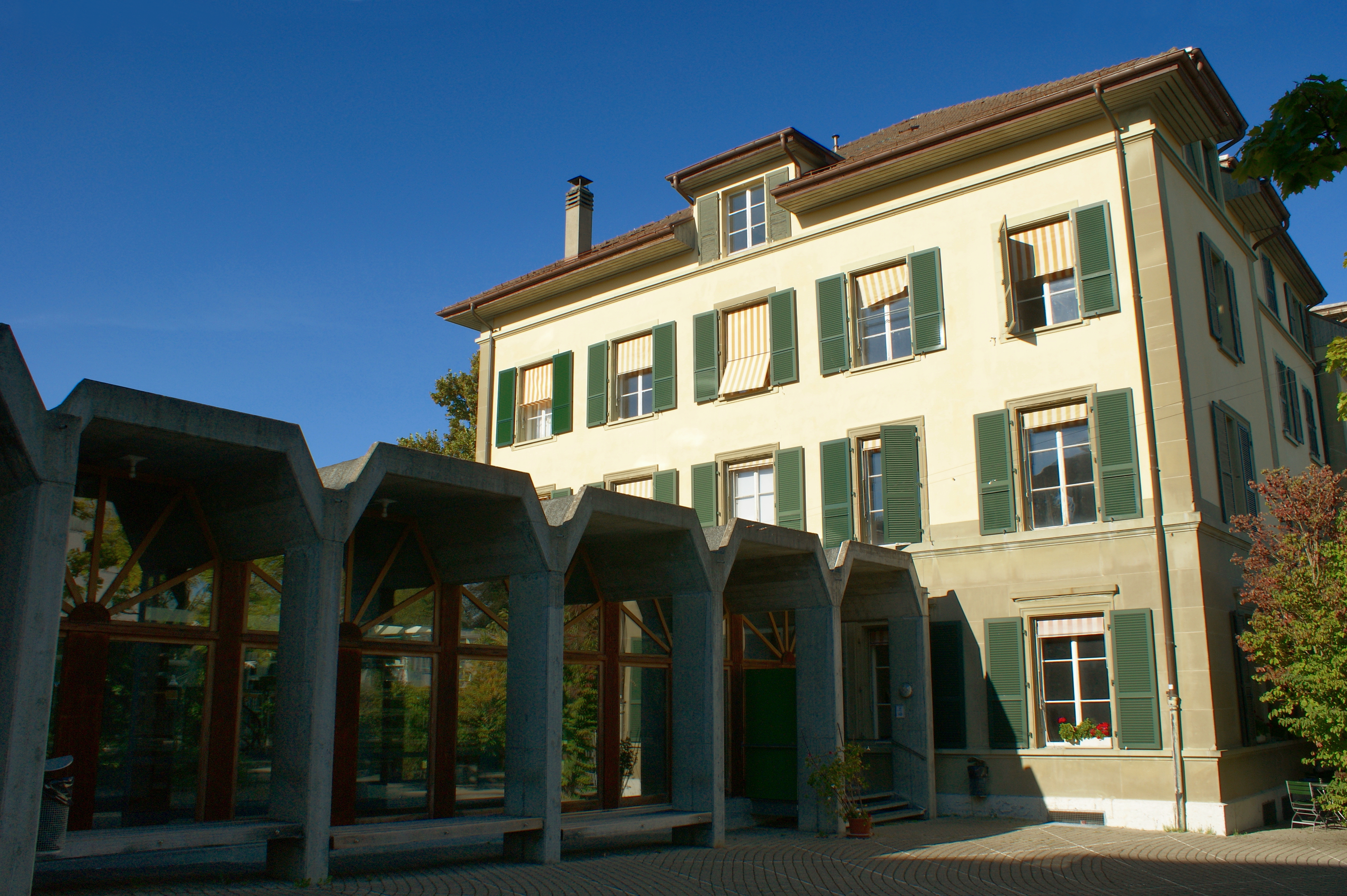
Gebäude Muristrasse 8 mit Eingang Bibliothek links

- Gymnasium: Langzeitgymnasium mit interdisziplinären Ergänzungsfächern; wahlweise zweisprachige Matura in den Fächern Mathematik, Biologie, Physik und Geographie (in englischer Sprache und mit englischen Lehrmitteln), 2004 anerkannt.
- Die Volksschule von der Basisstufe bis zum 9. Schuljahr orientiert sich am kantonalbernischen Lehrplan und ist Partnerschule der Pädagogischen Hochschule Bern, mit Angebot einer Tagesschule von der Basis- bis zur Mittelstufe.
- Heilpädagogische Integrationsklassen (HIK) für Kinder und Jugendliche, deren Anschluss an eine Regelklasse momentan nicht gewährleistet ist.
- Brückenangebote: 10. Schuljahr wahlweise mit Profilen „Mittelschule“, „Beruf“ und „Gestalten“.
- Förderung von Hochbegabten, Seh- und Gehbehinderten und talentierten Jugendlichen (auch in Sport und Musik).

Angegliedert sind Erwachsenenbildungsangebote im theologischen Bereich:
- Die Kirchlich-Theologische Schule Bern (KTS): Lehrgang, der zwei Jahre dauert und mit einer speziellen Maturitätsprüfung abgeschlossen wird, die zum Theologiestudium an den Universitäten Bern und Basel berechtigt.
- Evangelisch theologischer Kurs (ETK): im Auftrag der Reformierten Kirchen Bern-Jura-Solothurn wird ein dreijähriger evangelischer Theologiekurs geführt.
- Katechetische Ausbildung: im Auftrag der Reformierten Kirchen Bern-Jura-Solothurn absolvieren Ausbildungs-Interessierte ohne Mittelschulabschluss den Allgemeinbildenden Kurs (ABK) im Campus Muristalden.

## Kultur
Der Campus Muristalden versteht sich als Ort der Begegnung und der Kultur und veranstaltet Berns Café philosophique, Konzerte, Vorträge, Ausstellungen, sowie Grossanlässe. Partnerschaften bestehen mit dem Erziehungsdirektion des Kantons Bern, mit der Pädagogischen Hochschule Bern, mit der Volkshochschule Bern, mit der Reformierten Kirche Bern-Jura-Solothurn, mit Pro Senectute und anderen Institutionen.
Die Publikationsreihe Momente (publiziert seit 1998) dokumentiert das Kulturangebot, Fragen der Bildung, der Schulentwicklung und des Alltags.

## Verwaltung und Betrieb

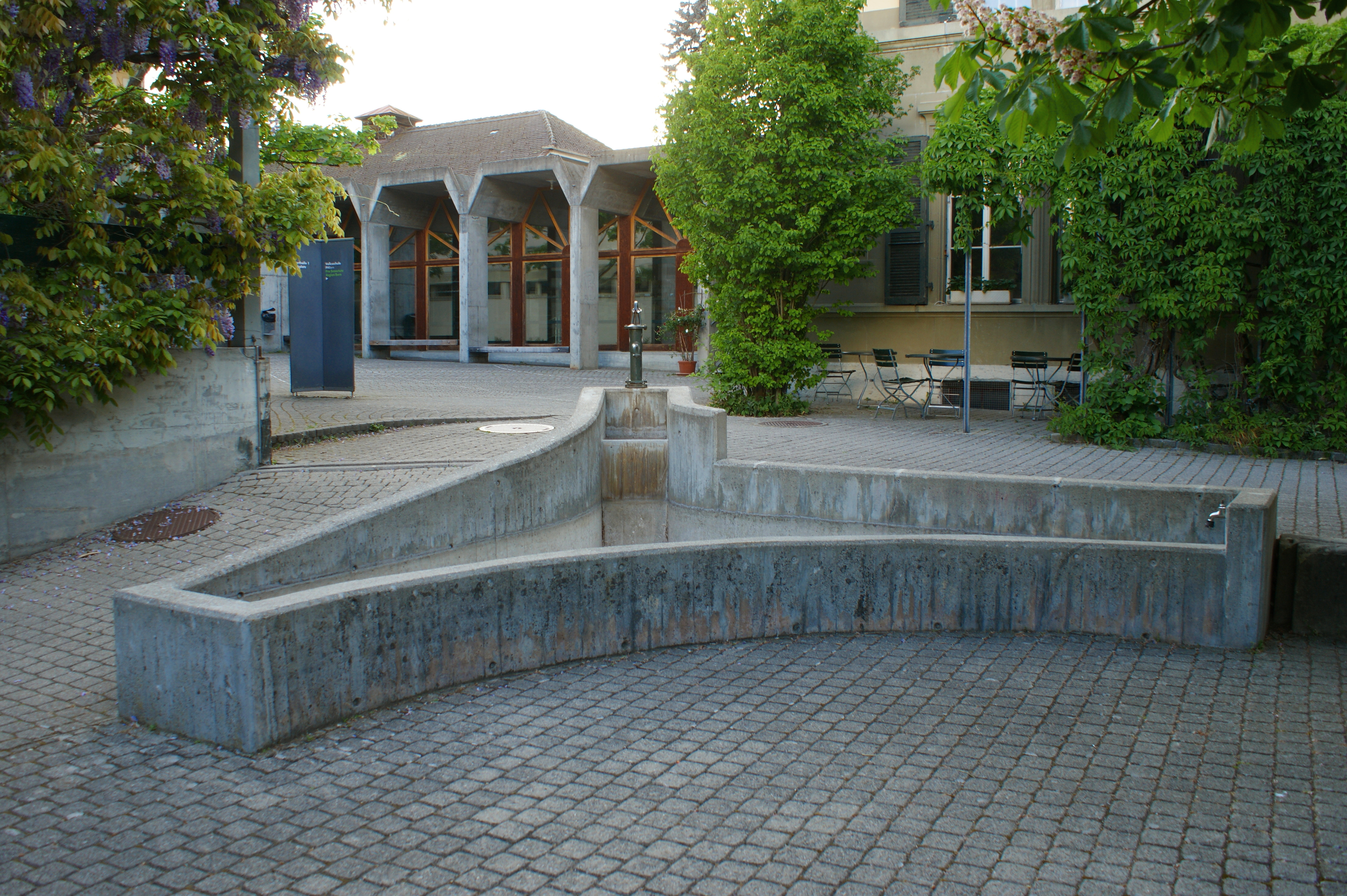
Brunnen auf dem Gelände des Campus Muristalden von Architekt Otto Brechbühl (1889–1984)

### Juristische Körperschaft, Trägerschaft
- 1861 bis 1917: geführt als Aktiengesellschaft (Aktien wurden persönlich gezeichnet)
- 1917 bis 2001: Verein Evangelisches Seminar Muristalden
- seit 2001: wieder Aktiengesellschaft (2 Mio. CHF Aktienkapital gehalten vom Vorstand des Trägervereins)

### Finanzen
Bei derzeit jährlich 16 bis 17 Mio. Franken Umsatz müssen die Hälfte durch Schulgelder, Spenden und Legate und die andere Hälfte durch 4.5–5 Mio. CHF Subventionen des Staates Bern sowie 3 bis 3.5 Mio. durch Vermietungen, Veranstaltungen und Gäste beigebracht werden.

## Geschichte der Institution

Evangelisches Seminar Muristalden 1863

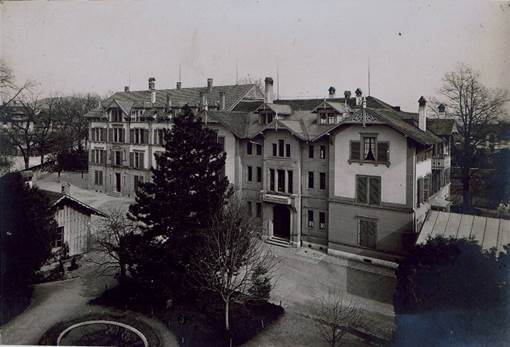
Seminar Muristalden mit Musterschule, Zustand nach 1880

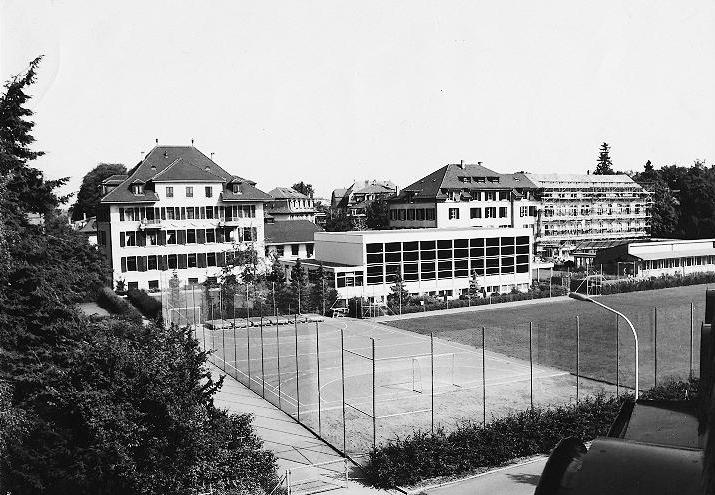
Ansicht von Südwesten etwa 1970, Gebäude (von links): Seminargebäude, Pavillons, dahinter Konvikt und Seminarschule

### Gründerzeit
Vergleichsweise früh, 1831, wurde die allgemeine Schulpflicht in der bernischen Verfassung verankert. In der Folge wurde ein kantonales Lehrerseminar in Münchenbuchsee (Johanniterkommende Münchenbuchsee) eingerichtet. Als Gegengewicht während der Jahre des Kulturkampfes gründeten pietistisch gesinnte Kreise eine christlich geprägte Lehrerbildungstätte. Nach den Anfängen im Jahr 1854 in Aarwangen erlaubte die Erziehungsdirektion 1855 die Schulgründung in Bern. Mitglieder des Evangelischen Gemeinschaftswerks Bern, darunter ihr Präsident Otto von Büren errichteten das Evangelische Lehrerseminar, in welchem in den folgenden 150 Jahren über 2000 Lehrer ausgebildet worden sind.
Mit 8 Seminaristen und zwölf externen Schülern der Literarschule begann der Unterricht. Die Zusammenarbeit der Initianten Vikar Friedrich Gerber (1828–1905) und Theodor von Lerber (1823–1901) wurde bedeutsam auch für das Freie Gymnasium (sog. Lerberschule, Freies Gymnasium Bern) in Bern.
1862 wurde die Lehrerbildungsanstalt von der Junkerngasse auf den Muristalden auf das Anwesen der Familie Thormann verlegt und hieß seither Evangelisches Lehrerseminar Muristalden. 1880 war die neu gebaute «Musterschule» (Übungsschule, heute Volksschule) bezugsbereit, damit die angehenden Lehrkräfte ihre praktischen Übungen im eigenen Haus durchführen konnten. Aus der Baugesellschaft ging eine Aktiengesellschaft hervor.
Ab 1975, in der Zeit des Lehrermangels, erhielt Muristalden staatliche Subventionen. 1970 wurden die ersten Mädchen ins Seminar aufgenommen. Der Rückzug der Religion aus der Öffentlichkeit entzog dem evangelischen Institut die identitätsstiftende Basis, und von 1990 an wurde Lehrerbildung im Gefolge nationaler und internationaler Entwicklungen vom sekundären in den tertiären Bildungsbereich verschoben, so dass die seminaristische Lehrerbildung obsolet wurde und Muristalden sich zum Gymnasium wandeln musste.

### Neueste Zeit
1993 bis 1995 hat Muristalden das neue Gymnasium konzipiert und 1997 eingeführt. Der Campus Muristalden Bern hat im Jahr 2000 die kantonale und eidgenössische Anerkennung als Maturitätsschule erhalten, 2001 wurde die erste Maturität abgenommen, gleichzeitig das Lehrerseminar nach Austritt der 139. Promotion eingestellt. «Das Evangelische Seminar Muristalden hat in den 1990er Jahren den Begriff des Evangelischen aus seinem Namen gestrichen, die christliche Werthaltung aber in den Statuten beibehalten, so auch in der nachfolgenden Muristalden Aktiengesellschaft».

### Baugeschichte

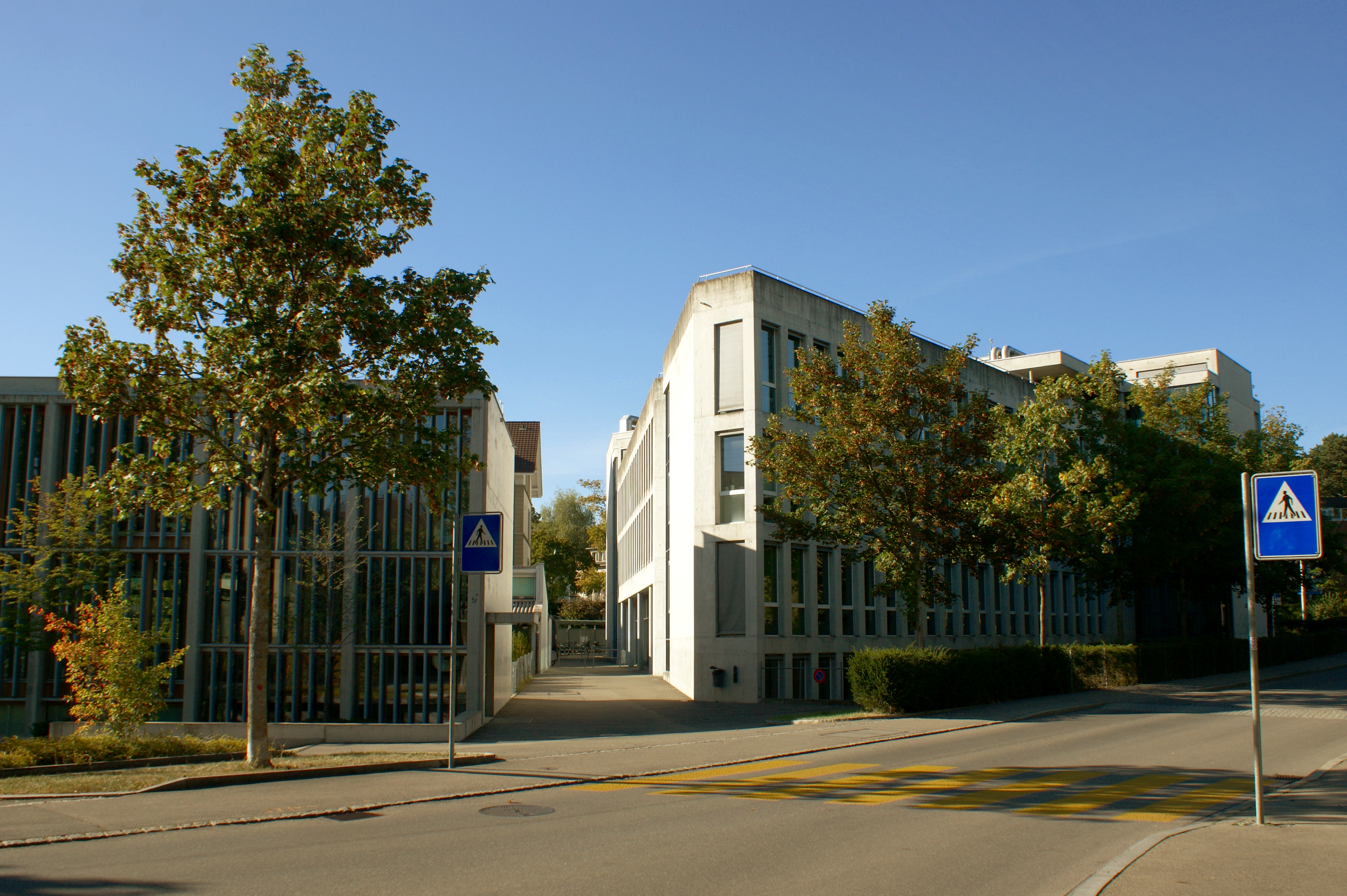
Zugang Seminarstrasse mit Gebäude Muristrasse 10c rechts und Gebäude Muristrasse 12

Der erste Seminarbau auf dem Muristalden wurde 1863 errichtet, mitfinanziert von der evangelischen Gesellschaft. 1880 folgte der Neubau der sog. Musterschule. Nach dem starken Wachstum (3 neue Klassen der Musterschule und eine vierte Seminarklasse) wurden die beiden Häuser 1890/1891 durch einen Mittelbau verbunden. 1924–1926 wurde ein neues Seminargebäude mit Musiksaal und Turnhalle erbaut und 1958–1964 für die Fächer Zeichnen und Werken mehrere Pavillons erstellt. Die Lehrerbildungsreform (Verlängerung der Ausbildungszeit auf fünf Jahre) erforderte 1980 bis 1984 einen Umbau der gesamten Liegenschaft mit Einrichtung einer Bibliothek, einer Aula, einer neuen Turnhalle, sowie einer Mensa (Architekten Peter und Jeannette Gygax). Für den Wandel des Seminars Muristalden zum Gymnasium Campus Muristalden erstellte man 2000 bis 2002 als neues Gebäude das sog. Trigon auf der 1988 erworbenen Nachbarliegenschaft Muristraße 12.

## Leitung des Seminars
- Theodor von Lerber (1823–1901), Präsident der Direktion bis 1869
- Friedrich Gerber (1828–1905), Pfarrer, Seminardirektor 1869–1905[8]
- Walter Strasser (1863–1936), Pfarrer, Seminardirektor 1905–1921
- Gottfried Fankhauser (1870–1962), Seminardirektor 1921–1938[9]
- Fritz Burri (1876–1950), Dr., Seminardirektor 1938–1943
- Alfred Fankhauser (1906–1987), Pfarrer, Lehrer, Seminardirektor 1943–1972
- Theo Brüggemann (1927–2014), Pfarrer, Grossrat des Kantons Bern 1986–1992, Seminardirektor 1972–1989
- Triumvirat 1989–2001: Pfr. Robert Furrer als Gesamtleiter, Walter Staub Seminarleiter, Ruedi Stauffer Leiter der Seminarschule
- Christian Trepp, Direktor 2001–2005; Franz Müller, Direktor des auslaufenden Seminars
- Walter Staub (1946–2011), Rektor des Gymnasiums 2000–2005, Direktor des Campus Muristalden 2006–2011
- Martin Fischer, Direktor 2011–2018
- Ursula Käser, Direktorin seit 2018

## Ehemalige von Seminar und Campus Muristalden (Auswahl)
- Yangzom Brauen (* 1980), Schauspielerin, Autorin und Regisseurin
- Jakob Bürki (1872–1939), Lehrer und Verfasser von Berner Mundarterzählungen.
- Willy Burkhard (1900–1955),[10] Komponist
- Paul Eggenberg (1918–2004), Lehrer, Manager und Mundart-Schriftsteller
- Barbara Egger-Jenzer (* 1956), Regierungsrätin des Kt. Bern 2002–2018
- Ulrich Egger (* 1958), Lehrer und bernischer Grossrat
- Alfred Fankhauser (1890–1973),[11] Schriftsteller, Astrologe
- Adolf Fluri (1865–1930), Historiker und Pädagoge, Dr. h. c. der Universität Bern 1903
- Manuel Gasser (1909–1979), Journalist, Mitbegründer der Weltwoche
- Werner Günther (1898–1988), Germanist und Hochschullehrer
- Walter Laedrach (1891–1958), Sekundarlehrer. und Schriftsteller
- Fritz Joss (1886–1939),[12] Lehrer, Nationalrat BGB 1919–1939, Regierungsrat des Kt. Bern 1926–1939
- Oli Kehrli (* 1976), Schweizer Mundartmusiker und Liedermacher
- Karl Keller-Tarnuzzer (1891–1973), Lehrer und Amateur-Archäologe
- Ernst Löliger (1911–1984)[13], Lehrer, Regierungsrat des Kt. Baselland 1963–1975
- Arthur Loosli (1926–2021), Konzertsänger und Kunstmaler
- Jonas Lüscher (* 1976), schweizerisch-deutscher Schriftsteller und Essayist
- Paul Michael Meyer (* 1946), Lehrer und Schriftsteller
- Marco Michel (* 1984), Schauspieler
- Emil Ernst Ronner (1903–2000), Lehrer, Schriftsteller und Politiker
- Rudolf Rubi (1918–2004), Lehrer und Lokalhistoriker Grindelwalds
- Klaus Schädelin (1918–1987),[14] ref. Pfarrer, Politiker und Schriftsteller
- Hans Ulrich Schwaar (1920–2014), Lehrer, Schriftsteller, Kunstsammler, Freund Lapplands
- Ueli Seiler-Hugova (* 1942), anthroposophischer Pädagoge und Autor
- Hans Sommer (1900–1989), Lehrer, Heimatforscher und Kulturhistoriker
- Christine Stückelberger (* 1947), Dressurreiterin
- Martin Werner (1887–1964),[15] Prof. der Theologie
- Hans Wüthrich (1937–2019), Komponist und Sprachwissenschafter
- Nick Perrin (* 1977), Schweizer Jazz- und Flamencomusiker
- Dominique Jann (* 1977), Schweizer Schauspieler
- Simon Baumann (* 1976), Schweizer Schlagzeuger

### Erinnerungen von Absolventen
- Ursfelix Aemmer [Pseudonym für Hans-Jürg Steiner]: U settig wei Lehrer wärde …; Verlag Licorne, Bern 2006, ISBN 3-85654-168-3. (Erlebnisse eines Seminaristen um 1960, berndeutsch).

## Archiv
Für Forschungen können Bibliothek und Archiv des Campus Muristalden auch von externen Personen benützt werden (nach Vereinbarung). Zum Einstieg in Recherchen dient die vollständige Reihe der Jahresberichte Seminar Muristalden seit 1875.